# Друга громадянська війна в Центральноамериканській федерації
Друга громадянська війна в Центральноамериканській федерації - була другим протистоянням між консерваторами і лібералами в Центральноамериканській федерації, яке призвело до розпаду республіки і вигнанню її президента Франсіско Морасана в Перу.

## Фон

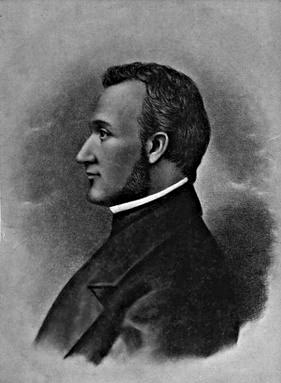
Франсіско Морасан- герой Першої громадянської війни в Центральноамериканській федерації, який переміг на президентських виборах 1830 і правив країною до 1839, впроваджуючи ліберальні реформи

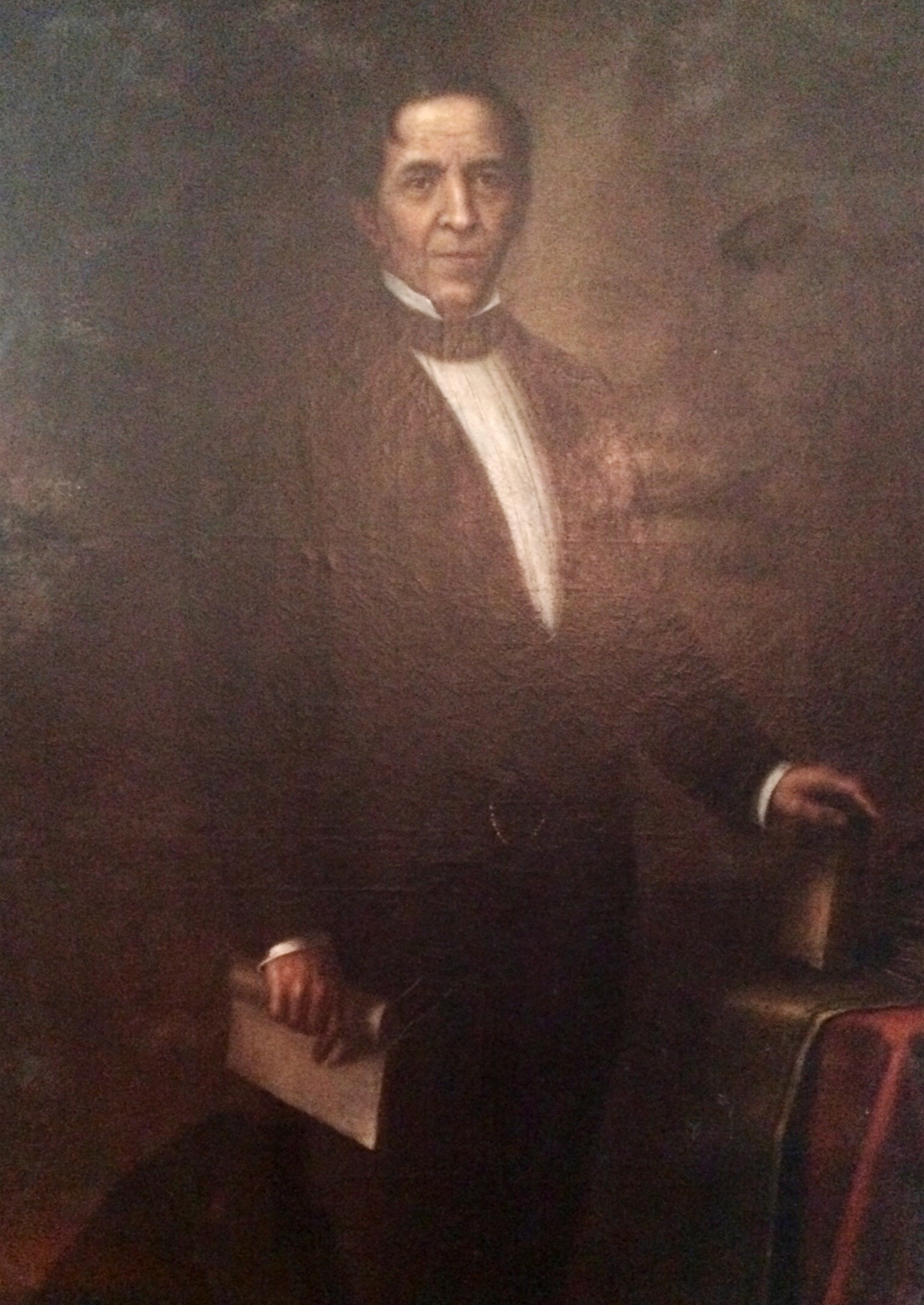
Доктор Маріано Гальвес - був президентом держави Гватемала в 1836-1838 роках. Брав участь у ліберальних реформах Франсіско Морасана, які викликали невдоволення в консервативних прошарках населення

Після кінця першої громадянської війни, Франсіско Морасан переміг на президентських виборах 1830 року консерватора Хосе Сесіліо дель Валле .
Коли Морасан став президентом, ліберали зміцнили свою владу. Таким чином новий президент та його союзники опинилися у чудовій позиції для здійснення реформ, які ґрунтувалися на епосі Просвітництва . Через це вони намагалися знищити в Центральній Америці те, що вони вважали архаїчними інститутами, успадкованими від колоніальної епохи, і які лише сприяли відсталості регіону:  було проголошено політику вільної торгівлі ; запрошувався іноземний капітал та іммігранти ; церква від держави була відокремлена; проголошувалася свобода віросповідання ; десятина  була скасована; були дозволені цивільні шлюби , світські розлучення та свобода слова ; церковне майно було конфісковано, релігійні ордени придушено , контроль над освітою знято з церкви;  державних земель було надано для розширення кошеніль; були побудовані школи, дороги та деякі лікарні.
Під час голосування 1834 року президентом був обраний помірний консерватор Хосе Сесіліо дель Валле, який був компромісом як для лібералів, так і для консерваторів, однак 2 березня того ж року він помер у Гватемалі. Ця плутанина призвела до того, що Франсіско Морасан знову став федеральним президентом у 1835-1839 роках, що викликало невдоволення в консерваторів. 
В лютому 1837  штат Гватемала охопила епідемія холери, в результаті чого приблизно 1000 померли та 3000 були інфіковані бактерією. Епідемія особливо сильно вразила бідних і корінних жителів у високогірних районах штату та швидко поширювалася. Уряд Гальвеса, сподіваючись полегшити ситуацію, надіслав для розповсюдження наявних лікарів, медсестер, студентів-медиків і ліки; але ці заходи мало допомогли, тому що індіанці продовжували вмирати і не довіряли державним лікам.
У той час, коли з’явилася холера, корінні жителі району Міта під впливом своїх священиків були розлючені системою суду присяжних, незрозумілою для них, яку запровадив Галвес, оскільки вона змушувала їх з’являтися в суді зі своїх домівок без жодної оплати. Церква побачила в цьому все можливість завдати удару ліберальному уряду Гальвеса; місцеві священики поширювали чутки про те, що уряд отруїв річки та струмки з метою знищення корінного населення. 
Коли холера продовжила поширюватися, нестримне корінне населення взялося за зброю, і почало вбивати білих людей і сторонників лібералів, спалили їхні будинки та приготувалися до зіткнутися з урядом Галвеса, який послав армію, щоб спробувати зупинити повстання. Але заходи армії були настільки репресивними, що це тільки погіршило ситуацію.

## Партизанська війна Рафаеля Каррери

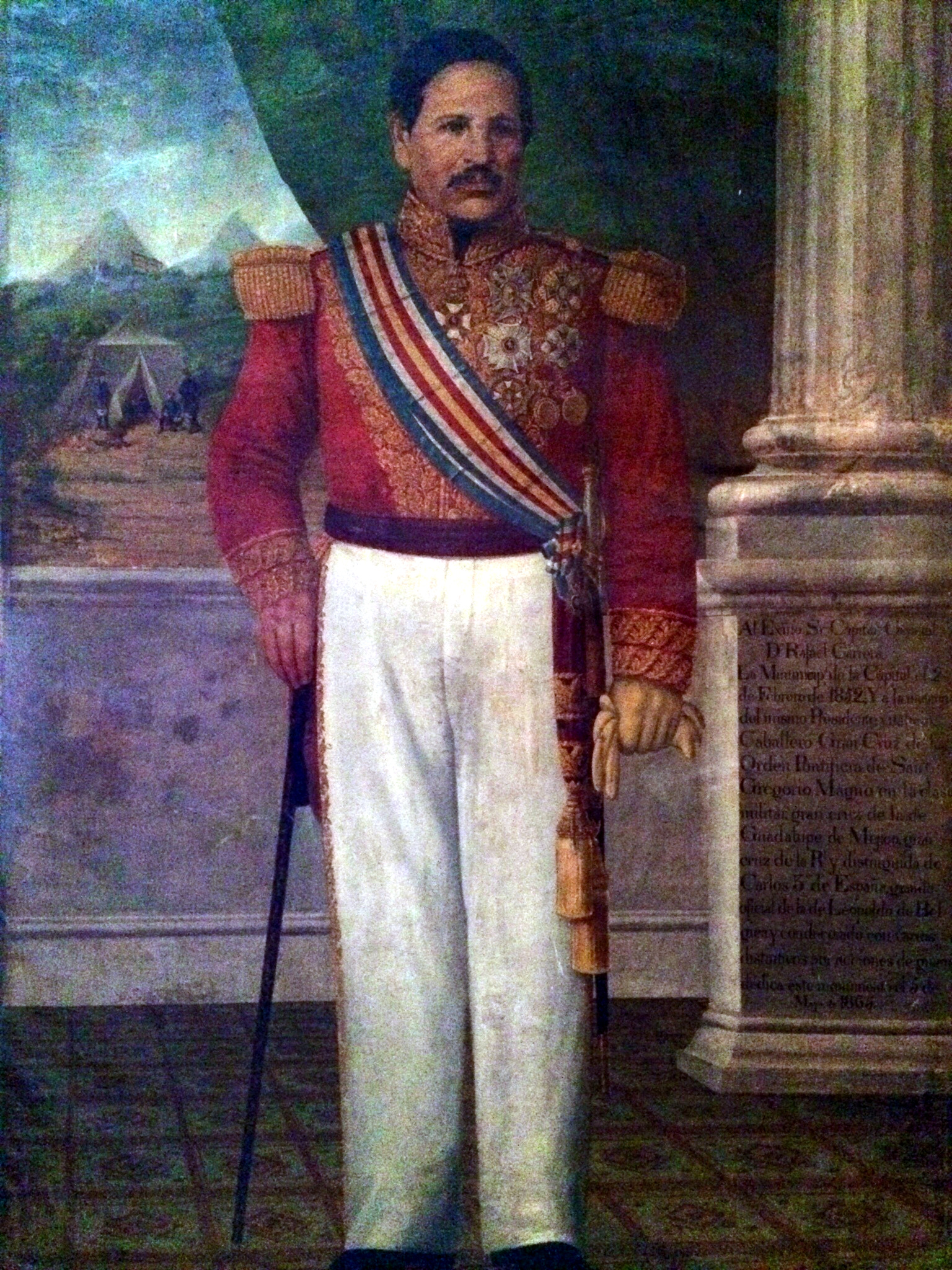
Рафаель Каррера - був неписьменним, але хитрим і харизматичним лідером консервативного повстання в Гватемалі

У червні Санта-Роза-де-Міта повстала зі зброєю в руках, і новий каудильйо на ім’я Рафаель Каррера-і-Турсіос з’явився з міста Матакескуінтла . Молодий Каррера був неписьменним, але хитрим і харизматичним, колишнім свинарем, який перетворився на розбійника, якого повстанці хотіли стати своїм лідером.
У 1837 році він розпочав збройну боротьбу проти режиму  Морасана та Гальвеса. Він був головним лідером повстанських сил, серед яких були численні корінні жител.; Причиною підтримки корінного населення було те, що 9 червня 1837 року держава Гватемала знову запровадила данину корінним народам, яка була придушена з колоніальних часів Кортесами Кадіса . Військові дії повстанці почали через партизанську війну: нападали на міста, не даючи їм можливості зіткнутися з урядовими військами. 
Боротьба набула відтінків священної війни, оскільки парафіяльні священики світського духовенства закликали селян захищати права святої релігії та боротися з ліберальними атеїстами. Сам Каррера отримав освіту у парафіяльного священика Матакескуінтли , який навчав його католицькій релігії в умовах принижень, яких вона зазнала під владою лібералів. Іншим фактором, який вплинув на повстання, були поступки, які ліберальний уряд Франциско Моразана дав англійцям, яких вони називали «єретиками» через їхній статус протестантів, а також через контрабанду англійських речей з Белізу призвела до зубожіння гватемальських ремісників, які приєдналися до повстання Каррера.  Священики оголосили тубільцям, що Каррера був їхнім ангелом-захисником, який зійшов з небес, щоб помститися єретикам, лібералам та іноземцям і відновити їхнє давнє панування. Щоб змусити індіанців повірити в цю ілюзію, вони придумали різні хитрощі, які оголошувалися дивами. Серед них лист був скинутий з даху однієї з церков, посеред величезного зібрання корінного населення. Цей лист надійшов нібито від мДіви Марії , яка доручила Каррері очолити повстання проти уряду. 
Щоб протистояти насильницьким нападам селянських партизанів, Галвес схвалив і пізніше високо оцінив використання політики випаленої землі проти повсталих міст; Це спонукало кількох його прихильників порадити йому відмовитися від цієї тактики, оскільки це лише сприятиме посиленню повстання.  На початку 1838 року Хосе Франсіско Баррундіа-і-Сепеда , ліберальний лідер Гватемали, розчарований керівництвом Гальвеса через його звірства, зумів відвести Карреру до міста Гватемала , щоб битися з главою держави; За той рік ситуація в ГватемаліЦе було нежиттєздатним: економіка була паралізована через відсутність безпеки на дорогах, і дійшло до того, що ліберали домовилися з Каррерою, щоб покласти край цьому протистоянню, хоча воно було неминучим. 31 січня 1838 року Гальвес досягнув угоди з Каррерою, залишивши владу Каррері , який увійшов в Гватемала-Сіті разом із  Хосе  Баррундіа армією від десяти до дванадцяти тисяч чоловік.
Переможні війська Каррери, які складалися в основному з погано озброєних селян, вигукуючи «Хай живе релігія!» і "Геть іноземних єретиків!"  взялися за грабунок та руйнування будівель ліберального уряду, включаючи палац архієпископа, де проживав Галвес. Щоб зупинити натовп, Каррера попросив декана собору Антоніо Ларразабаля відкрити двері будівлі, яка була закрита з 1829 року. Ларразабаль виступив категорично проти цього, сказавши, що жодна натовп не увійде до священного місця, а тим більше озброєна; Потім Каррера приставив ножа до його шиї і знову попросив його відкрити двері. Ларразабаль віддав наказ відкрити комплекс, і натовп увірвався туди, але поважав його, і таким чином дух міліції заспокоївся. 
Після того, як Гальвеса було скинуто, Баррундіа повинні були переконати Карреру та його війська евакуювати столицю штату. Їм надавали засоби виходу, обіцяли винагороду та гарантії від переслідувань. Загальні збори та рада штату збираються, і уряд відновлюється. Уряду вдалося евакуювати Карреру та його війська без особливих безладів, але вони забрали дві тисячі нових рушниць, які колишній начальник Галвес сховав у підвалі собору. 
Коли Каррера та його війська повернулися до Матакескуінтли в березні 1838 року, гватемальські креоли — як ліберали, так і консерватори, включно з членами клану Айчінена, що нещодавно повернулися — звернулися до генерала Франсіско Моразана з проханням поїхати до Гватемали, щоб заспокоїти державу, пропонуючи надати йому диктаторські повноваження та забезпечити гроші за ефект.  Таким чином, 14 квітня 1838 року консерватори втратили владу в Гватемалі, і Каррера була обмежена горами Міта.  Все почалося з вторгнення ліберальних сил Моразана та Хосе Франсіско Баррундіа-і-Сепеда, який увійшов до Гватемали і, прибувши в Сан-Сур, стратив Паскуаля Альвареса, тестя Каррери, і поклав його голову на щуку, щоб покарати всіх своїх послідовників.  Дізнавшись про це, Каррера та його дружина Петрона, які вийшли назустріч Моразану, щойно дізналися про вторгнення та були в Матакескуінтлі , поклялися, що не пробачать Морасана навіть у могилі; Відіславши кількох емісарів, яких Каррера не хотів приймати, особливо Барундію, якому він повідомив, що не приймає його, щоб не вбити його, Морасан почав сильний наступ на випалену землю, руйнуючи міста на своєму шляху та позбавляючи їх, їхні нечисленні товари, і змусили війська Каррери ховатися в горах. 
Вважаючи, що Каррера зазнав цілковитої поразки, Морасан і Баррундія попрямували до міста Гватемала, де їх прийняли як рятівники губернатор Валенсуела та члени клану Айчінена , які навіть запропонували спонсорувати один із ліберальних батальйонів, тоді як Валенсуела та Баррундіа підпорядковувалися наказу Морасана ресурси Гватемали для вирішення будь-якої фінансової проблеми, яка у нього виникла; креоли обох партій святкували до світанку той факт, що вони нарешті отримали такого каудильйо, як Морасан, здатного перемогти повстання в сільській місцевості.  Морасан використав ресурси, щоб підтримати Лос-Альтос, а потім замінив Валенсуелу Маріано Рівера Пасом , близьким до клану Айсінена, хоча він не повернув клану конфісковане в 1829 році майно. Щоб помститись, Хуан Хосе де Айсінена-і-Піньйоль трохи пізніше проголосував за розпуск Федерації Центральної Америки в Сан-Сальвадорі , змусивши Моразана повернутися до Сальвадору, щоб боротися за свій відмираючий федеральний мандат. Попутно Морасан посилив репресії у східній Гватемалі, як покарання за допомогу Каррері, якого він вважав переможеним. 
Знаючи, що Морасан пішов до Сальвадору, Каррера спробував захопити Салама своїми невеликими силами, що залишилися, але зазнав поразки, втративши свого брата Лауреано в бою. Лише з кількома людьми йому вдалося втекти, тяжко поранений, у напрямку Санарате.  Наполовину одужавши, він напав на загін у Хутіапі й зумів отримати невелику здобич, яку він роздав добровольцям, які супроводжували його та готувалися атакувати Петапу поблизу міста Гватемала, де він переміг, але зі значними втратами. 
Після тріумфу в Петапі у вересні того ж року Каррера спробував штурмувати столицю Гватемали, але ліберальний генерал Карлос Салазар Кастро розгромив його на полях Вілла-Нуева , і Каррера знову був змушений відступити на схід штату.  Після кількох невдалих спроб взяти місто та Кесальтенанго , Каррера був оточений і поранений, і йому довелося капітулювати перед генералом Агустіном Гусманом, головнокомандуючим армією штату Лос-Альтос .

## Розпад Центральноамериканської федерації

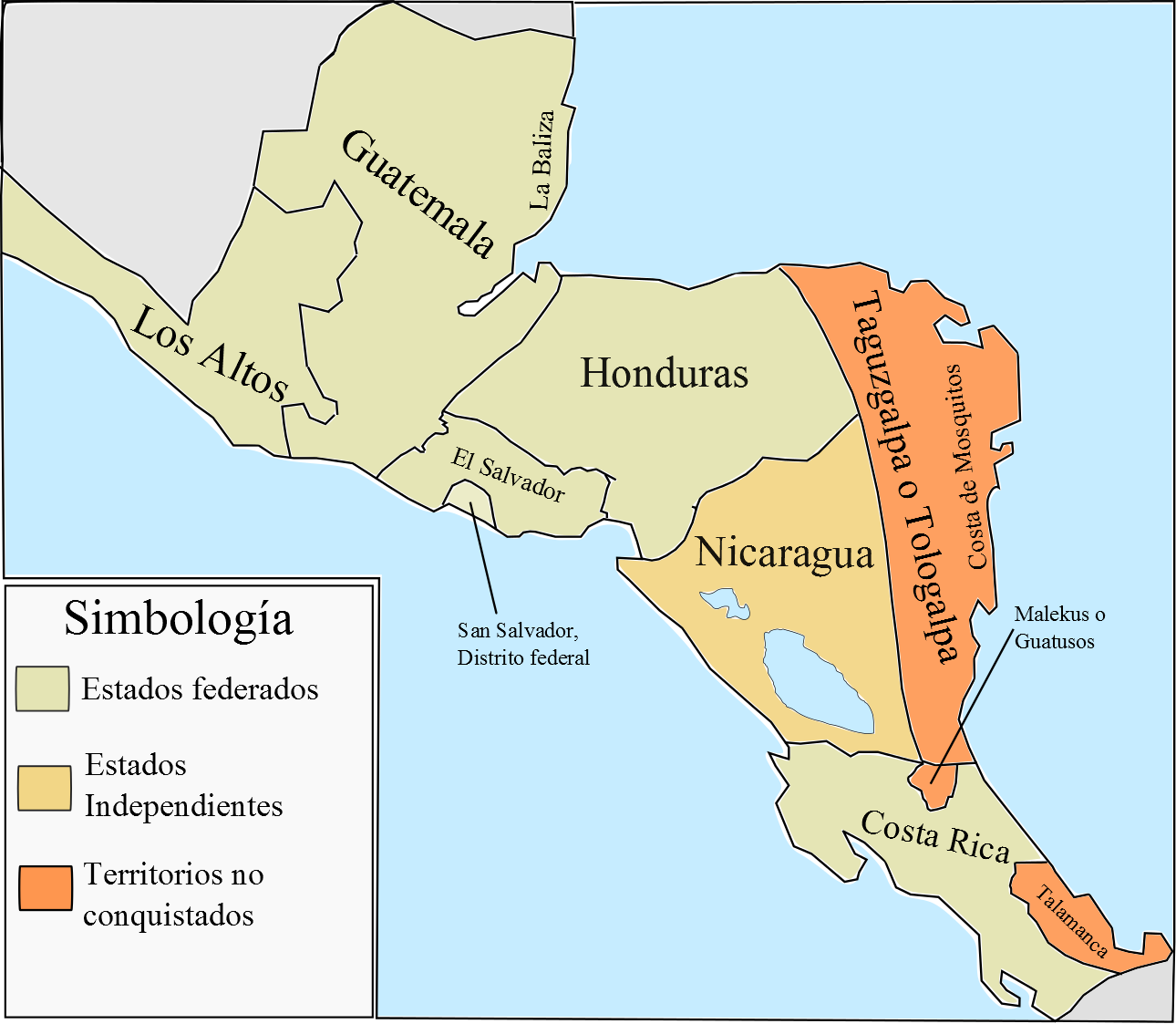
Центральноамериканська федерація в 1838 році

В цей же час конфлікт між консерваторами і лібералами почав розвалювати країну. 30 квітня 1838 року держава Нікарагуа проголосила себе суверенною, вільною та незалежною, остаточно відокремившись від Федерації. Наступного 30 травня Федеральний конгрес дозволив штатам організовувати себе так, як вони вважають за потрібне. У жовтні 1838 року генерал Франсіско Феррера очолив повстання в Тегусігальпі проти федерального уряду на чолі з Моразаном і закликав Законодавчу асамблею в Комаягуа відокремити Гондурас від Федеративної Республіки. За його пропозицією 26 жовтня 1838 року адміністрація генерала Хосе Марії Мартінеса Салінаса проголосила Гондурас Вільною, суверенною та незалежною державою, яка не пов'язана з Центральноамериканською Федерацією.
29 жовтня муніципалітет Тегусігальпи, який оголосив про відокремлення від уряду штату Гондурас , доки законодавча влада не ухвалить декрет про незалежність штату та знову займе порти та доходи федерації, а також звільнить головного інтенданта департаменту та стане під захистом уряду Нікарагуа. 5 листопада держава Гондурас відділяється від Федерації. 14 листопада федерацію покидає Коста-Рика. 25 грудня 1838 року новий штат Лос-Альтос заснував свої Установчі збори в місті Тотонікапан. 
Морасан мав можливість застрелити Карреру, але не зміг, тому що йому потрібна була підтримка гватемальських селян, щоб мати можливість протистояти нападам Франсіско Феррера в Сальвадорі, замість цього він був змушений призначити його військовим начальником Міти, але без зброї. Коли він був у Міті, генерал Франсіско Феррера запросив його зустрітися, на що він погодився. Знаючи, що Морасан готує захист Сальвадору, вони вирішили, що Каррера повинен атакувати Гватемала-Сіті, і за це Феррера дав йому тисячу зброї та боєприпасів, в той час як сам Феррера повинен був відволікати Морасана в Сальвадорі. Морасан мав можливість застрелити Карреру, але не зміг, тому що йому потрібна була підтримка гватемальських селян, щоб мати можливість протистояти нападам Франсіско Феррера в Сальвадорі; замість цього він був змушений призначити його військовим начальником Міти, але без зброї; коли він був у Міті, Феррера запросив його зустрітися, на що він погодився; Знаючи, що Морасан збирається атакувати Сальвадор, вони вирішили, що Каррера збирається атакувати Гватемала-Сіті, і за це Феррера дав йому тисячу зброї та боєприпасів. 

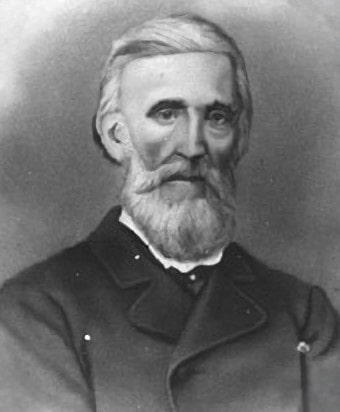
Генерал Карлос Салазар Кастро

Тим часом, незважаючи на рекомендації родичів остаточно розбити війська Каррери, Салазар  намагався вести переговори по дипломатичних каналах.  Щоб показати Каррері, що його не бояться і не довіряють йому, він зняв укріплення, які були в столиці Гватемали після битви при Вілья-Нуева. Скориставшись добросовісністю Салазара та зброєю Феррери, 13 квітня 1839 року Каррера зненацька захопив Пласа де Гватемала; Салазар Кастро, Баррундія та Маріано Гальвес втекли до прибуття Каррери; Салазар у нічній сорочці стрибав з дахів сусідніх будинків і шукав притулку. Пізніше він, як міг, перетнув кордон під виглядом селянина і втік із Гватемали. Тепер без Салазара Каррера відновив Маріано Рівера-і-Паса на посаді губернатора Гватемали; Рівера Пас, у свою чергу, призначив його генералом-головнокомандувачем армії, хоча насправді саме Каррера мав абсолютне командування в Гватемалі і став сильним союзником Феррери. 

## Війна Нікарагуа, Гондураса і Гватемали проти Сальвадору
На відміну від Карерри, справи в Феррери були менш успішні, оскільки за кілька днів  до перевороту в Гватемалі, з 5 по 6 квітня армія Гондурасу і Нікарагуа яка вторгнулася в Сальвадор була розгромлена в битві при Еспіруту-Санто.
Оговтавшись після катастрофи, Фарерра повернувся в Сальвадор  командуючи 1200 чоловік, яких він назвав «Умиротворюючою армією Центральної Америки», для департаменту Чалатенанго, зайнявши Пласа-де-Сухітото, 22 вересня 1839 р., звідти генералу Моразану було висунуто ультиматум.
Тим часом підполковник Есколастіко Марін , сепаратист і прихильник Феррери, повстав проти уряду генерала Морасана, поставивши свої контингенти на службу загарбнику, і який, вступивши в контакт з Феррерою, наказав йому вийти на площу. Кожутепеке, куди він прибуде зі своїми військами, щоб підтримати фракцію, а пізніше займе площу Сан-Сальвадор, де покладе край владі глави держави та де-факто уряду віце-президента Федерації Дієго Відгіла.
Відразу після того, як генерал Морасан дізнався про нове вторгнення генерала Феррери, 15 вересня він залишив Сан-Сальвадор під командуванням 300 чоловік на пошуки Феррери, якого він попередньо розгромив у квітні того ж року в Асьєнда де Ель Святого Духа.
Скориставшись відсутністю Моразана, на світанку 16 числа в самому місті Сан-Сальвадор спалахнуло повстання, яке за короткий час взяло місто під свій контроль. Попередивши Моразана про повстання, він знову рушив на місто Сан-Сальвадор і за короткий час завдав їм гучної поразки, врятувавши свою сім'ю, яка опинилася в руках революціонерів.
Коли порядок у Сан-Сальвадорі було відновлено, генерал Морасан знову звернув увагу на армію Феррери, яка з Сучітото мобілізувалася на Кохутепеке, з метою взяти цю площу та негайно атакувати столицю.
Генерал Морасан, бажаючи розгромити Ферреру, зібрав колону з 500 чоловік після того, як приєднався до контингенту, привезеного до столиці полковником Рівасом, залишивши Сан-Сальвадор на чолі 24 вересня 1839 року. Прибувши того дня вдень у Сан Мартіна, і, у свою чергу, того ж дня, у Сан-Педро-Перулапан, генерал Феррера, командуючий своїми військами, які він там розмістив, з метою продовження свого маршу наступного дня до Кохутепеке.
Підполковник Марін рушив у свою чергу з контингентом із 600 чоловік, які він зібрав у департаменті Сан-Вісенте, над Кожутепеке , де він мав зустрітися з Феррерою. 
Рано вранці 25 вересня того ж місяця генерал Морасан рушив із Сан-Мартіна до Сан-Педро-Перулапан із контингентом із 600 чоловік, до якого приєдналися ще 100 осіб, у Сан-Мартін і рушив із ними, готові здивувати Феррера у власному таборі.
Підполковник Марін рушив у свою чергу з контингентом із 600 чоловік, які він зібрав у департаменті Сан-Вісенте, над Кожутепеке , де він мав зустрітися з Феррерою. 
Рано вранці 25 вересня того ж місяця генерал Морасан рушив із Сан-Мартіна до Сан-Педро-Перулапан із контингентом із 600 чоловік, до якого приєдналися ще 100 осіб, у Сан-Мартін і рушив із ними, готові здивувати Феррера у власному таборі. В наступній битві Феррера зазнав чергового розгрому і був змушений важко поранений утекти в Нікарагуа. Після цього в Гондурас вторгнувся  вірний послідовник Морасана полковний Хосе Кабаньєс і 13 листопада того ж року він завдав поразки військам генерала Хосе Франсіско Селайя-і-Аєса, у битві при Сітіо-де-ла-Соледад, поблизу Тегусігальпи, однак пізніше 31 січня 1840  в битві при Лос-Льянос-де-Ель-Потреро, поблизу Тегусігальпи , колона нікарагуанського генерала Мануеля Кіхано за участі Фаррери та  Хосе Селайя та Айес перемогли Кабаньяса. 

## Анексія штату Лос-Альтосу

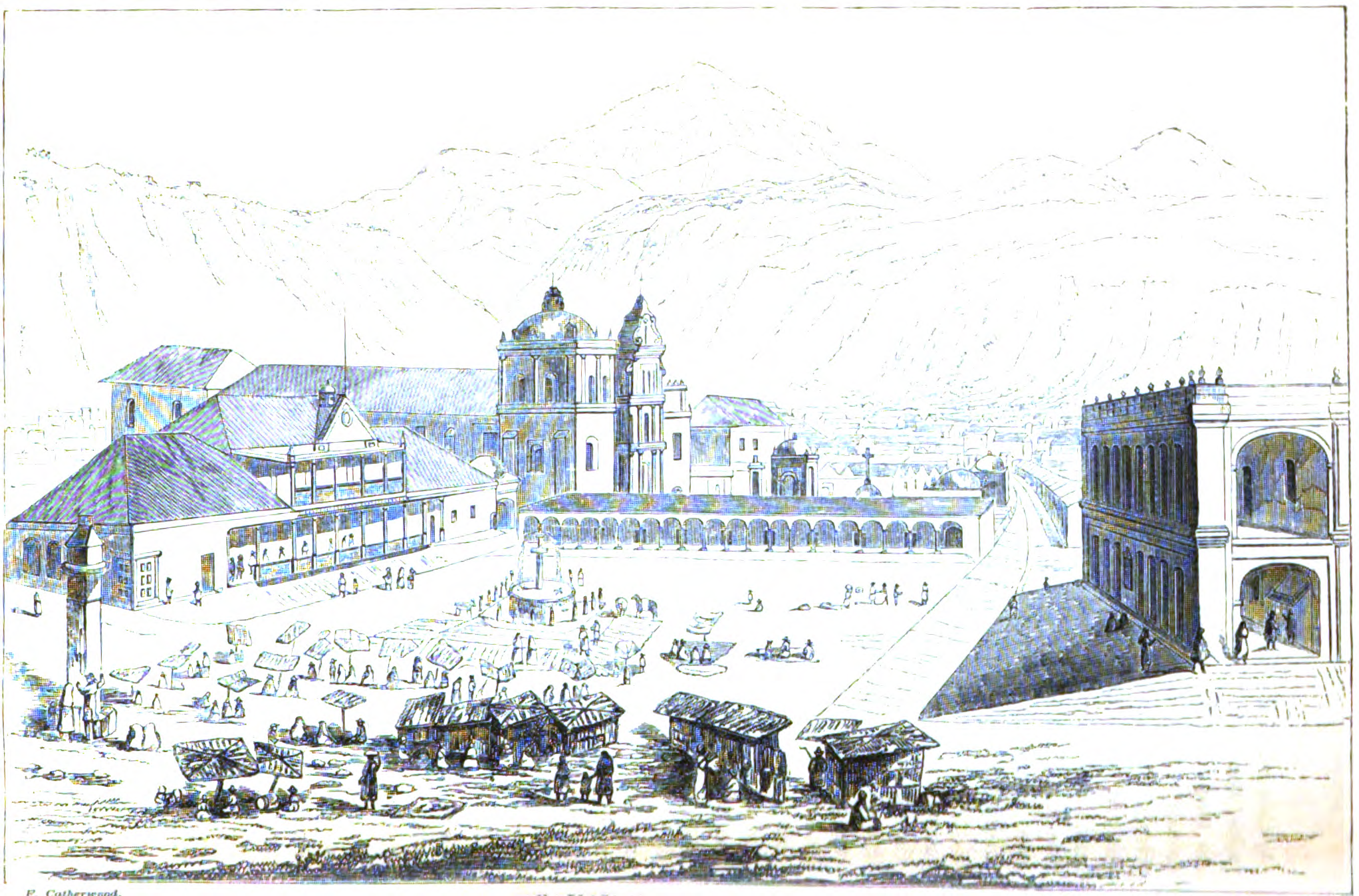
Малюнок центрального парку Кесальтенанго в 1840 році, коли місто було столицею штату Лос-Альтос.

В цей же час Рафаель Карерра скористався придушенням індійського повстання в жовтні 1839 року в Санта-Катаріні Істауакан , Солола , коли війська Лос-Альтосу вбили сорок жителів, після чого розлючені індіанці звернулися до Каррери за захистом, як привід до агресії в сторону штату. З іншого боку, у жовтні 1839 року комерційна напруга між Гватемалою та Лос-Альтосом поступилася місцем військовим рухам; ходили чутки, що генерал Агустін Гусман організовує армію в Сололі з наміром вторгнутися до Гватемали, що привело її в стан підвищеної готовності.  Наприкінці листопада, коли Каррера повернувся з Сальвадору, уряд Гватемали конфіскував партію зброї, призначену для Лос-Альтос, і за допомогою британського консула Фредеріка Чатфілда, який переїхав до Гватемала-Сіті після зіткнень з федеральним президентом Франциско Морасаном, члени клану Айсінена почали готуватися до нападу на Лос-Альтос.
Ліберали в Лос-Альтосі продовжували різко критикувати консервативний уряд Маріано Рівера-і-Паса ; у них навіть була своя газета: El Popular .  Зі свого боку, гватемальські консерватори атакували людей Альти у своїй публікації El Tiempo .  Крім того, оскільки Лос-Альтос був регіоном з найвищою виробничою та економічною активністю в колишній державі Гватемала, консерватори втратили багато заслуг, які підтримували гватемальську державу в гегемонії Центральної Америки. У той час як Каррера готувався, набираючи добровольців у Верапасі, уряд Гватемали намагався досягти мирного рішення і 18 грудня 1839 року закликав представника Лос-Альтоса в Гватемалі підписати угоду про мир і дружбу; договір гарантував мир, але за умови, що Лос-Альтос повинен був повернути Гватемалі зброю, яку Агустін Гусман конфіскував у Каррери, коли він захопив його в січні 1839 року. Коли Альтенси розглядали можливість прийняти гватемальський ультиматум, Каррера опублікував прокламацію, в якій закликав корінні жителі Лос-Альтос повстати проти уряду Кетцальтеків, що спричинило повстання, які гватемальський уряд використав у січні 1840 року, заявивши, що місцеві жителі благали Карреру врятувати їх від «гноблення кесальтеканських лібералів». 
Опівдні 20 січня 1840 року Каррера вирушив до кордону з штатом Лос-Альтос, щоб дочекатися посланця від штату Альтенсе з ратифікацією ультиматуму та відправленням зброї;  Чекаючи, він промовляв до своїх військ, кажучи їм, що ліберальний ворог все ще тримає Кесальтенанго в стані гноблення та тиранії, і що разом із Сан-Сальвадором це єдина перешкода для них, щоб повернутися до своїх домівок.  Щоб стримати можливе вторгнення військ Морасан із Сальвадору, Каррера послав Вісенте Круза охороняти кордон. 
Уряд Лос-Альтос послав емісара до Морасан, але його перехопили війська Каррери; потім, 22 січня, генерал Агустін Гусман оголосив війну Гватемалі .  Після кількох сутичок армії зіткнулися в Солола 25 січня; Каррера завдав поразки військам генерала Агустіна Гусмана і навіть узяв його в полон,  тоді як генерал Доротео Монтерроса розгромив сили Альти полковника Антоніо Корсо 28 січня. Уряд Кетсальтеків тоді впав, тому що, окрім військових поразок, корінні міста негайно прийняли консервативну справу; Увійшовши до Кесальтенанго на чолі двох тисяч чоловік, Каррера був зустрінутий великим натовпом, який вітав його як свого «визволителя». 
Каррера запровадив суворий і ворожий режим для лібералів Альти, але доброзичливий до корінного населення регіону - скасував особистий податок - і для церковників - відновив привілеї католицької релігії. Покликавши всіх членів креольської ради, він рішуче сказав їм, що він добрий до них, оскільки вони вперше кидають йому виклик, але що він не матиме милосердя, якщо це буде вдруге.  Генерал Гусман і глава штату Лос-Альтос Марсело Моліна були відправлені до столиці Гватемали, де вони були виставлені як військові трофеї під час тріумфального параду 17 лютого 1840 р. у випадку Гусмана, закутого в кайдани , з кровоточивими ранами, верхи на мулі. 26 лютого 1840 року уряд Гватемали передав Лос-Альтос під свою владу, і коррехідор Кецальтенанго служив генеральним командиром і суперінтендантом Лос-Альтоса.

## Вторгнення Морасана в Гватемалу
18 березня 1840 року, коли Морасан був ліберальним головою вже вмирущої Федерації Центральної Америки та держави Ель-Сальвадор, він вторгся до Гватемали з півтора тисячами солдатів, щоб помститися за знущання над переможеними в Лос-Альтосі. Які б показали що  ліберальним зусиллям утримати Центральноамериканську Федерацію разом і в мирі настав крах. Отримавши інформацію від гінців, які стояли на дорогах, Каррера розробив план оборони, залишивши свого брата Сотеро відповідальним за війська, які чинили б легкий опір у місті. 
Каррера вдав, що втік, і повів імпровізовану армію на висоту Ацейтуно, оскільки в нього було лише близько чотирьох сотень людей і стільки ж зарядів, а також дві старі гармати. Місто було залишено на милість армії Моразана, а дзвони його двадцяти двох храмів дзвонили про божественну допомогу.  Коли Морасан прибув до столиці, він легко взяв її та звільнив Гусмана, який негайно вирушив до Кецальтенанго, щоб передати новину про те, що Каррера зазнав поразки; Тоді Каррера, скориставшись тим фактом, що вороги вірили в свою перемогу, застосував стратегію зосередження вогню в Центральному паркуміста і доповнив її тактикою раптової атаки, за допомогою якої він завдав значних втрат армії Морасан, щоб, нарешті, змусити вцілілих битися рукопашну. Каррера, на той час уже досвідчений солдат  знав, як встати і битися з Морасаном, доки він не здолав його, аж до того, що він, за допомогою Анхеля Моліни - сина ліберального лідера Педро Моліни Мазарієгоса - і який знав, провулки на захід від міста, йому довелося тікати зі своїми фаворитами переодягненим і з криками «Хай живе Каррера!» через ущелину Інсьєнсо до Сальвадору, щоб врятувати своє життя. 14
У Гватемалі вцілілі сальвадорці були нещадно розстріляні, а Каррера переслідував Морасана, якого йому не вдалося наздогнати. Цей інцидент остаточно закріпив статус генерала Каррери та ознаменував занепад Моразана.
4 квітня 1840 року перед зборами нотаблі Морасан заявив про свою відставку та рішення залишити країну, оскільки він не хотів створювати більше проблем для сальвадорського народу, і 8 квітня 1840 року генерал Франсіско Морасан виїхав у вигнання. Він вийшов з порту Ла Лібертад (Сальвадор) на борту шхуни Izalco в супроводі 30 своїх найближчих друзів і ветеранів війни.